# Dorogoj dlinnoju (romanca)
"Dorogoj dlinnoju" (rus. "Дорóгой дли́нною", hrv. "Dugim putem") - ruska romanca, koju su napisali Boris Fomin (glazba) i Konstantin Podrevskij (stihovi). Najranije snimke ove pjesme napravili su Tamara Cereteli (1925) i Aleksandr Vertinski (1926).

## Povijest

### Verzija Aleksandra Vertinskog
Ruski pjevač Aleksandr Vertinski snimio je pjesmu nekoliko puta dvadesetih i tridesetih godina dvadesetog stoljeća. Postoji verzija u pratnji orkestra Ionela Bageaca koja je izašla pod diskografskom etiketom Columbia Records. Također postoji verzija snimljena s orkestrom varšavske diskografske kuće Syrena-Electro iz 1932. godine.

### "Those Were the Days"
Američki glazbenik Gene Raskin je 1962. godine prepjevao pjesmu na engleski jezik i snimio ju pod nazivom "Those Were the Days". Velška pjevačica Mary Hopkin je pjesmom "Those Were the Days" debitirala u pop glazbi. Producentom pjesme bio je Paul McCartney, a singl s pjesmom je izdan pod etiketom "The Beatles Apple Records" 30. kolovoza 1968. godine i zauzeo je prvo mjesto na top listi UK Singles Chart, na kojem je ostao 6 tjedana. U SAD-u pjesma je zauzela drugo mjesto. Također je snimila verzije ove pjesme na španjolskom, talijanskom, njemačkom i francuskom jeziku. Pjesmu su izvodili Sandy Shaw, Engelbert Humperdinck, Dalida (pod nazivom "Le temps des fleurs"), u Hrvatskoj Zdenka Vučković (pod nazivom "Gdje su dani ti") i mnogi drugi. Bez obzira na to što je Raskin samo napisao tekst, a ne melodiju, na svim pločama s verzijama "Those Were the Days" on se navodi kao autor.
Popularnost engleske verzije je dovela do toga da su pjesmu počeli prevoditi na različite europske i azijatske jezike. Trenutno postoje verzije na portugalskom, nizozemskom, litavskom, estonskom, finskom, švedskom, poljskom, rumunjskom, mađarskom, japanskom, kineskom, vijetnamskom jeziku.

## Tekst pjesme
| Дорогой длинною Ехали на тройке с бубенцами, А вдали мелькали огоньки… Эх, когда бы мне теперь за вами, Душу бы развеять от тоски! Дорогой длинною, погодой лунною, Да с песней той, что вдаль летит звеня, И с той старинною, да семиструнною, Что по ночам так мучила меня! Да выходит, пели мы задаром, Понапрасну ночь за ночью жгли. Если мы покончили со старым, Так и ночи эти отошли! Дорогой длинною, погодой лунною... В даль родную новыми путями Нам отныне ехать суждено! Ехали на тройке с бубенцами, Да теперь проехали давно! (Fomin-Podrevskij) | Those Were the Days Once upon a time there was a tavern Where we used to raise a glass or two Remember how we laughed away the hours And dreamed of all the great things we would do Those were the days my friend We thought they'd never end We'd sing and dance forever and a day We'd live the life we choose We'd fight and never lose For we were young and sure to have our way. La la la la... Those were the days, oh yes those were the days Then the busy years went rushing by us We lost our starry notions on the way If by chance I'd see you in the tavern We'd smile at one another and we'd say Those were the days my friend... Just tonight I stood before the tavern Nothing seemed the way it used to be In the glass I saw a strange reflection Was that lonely woman really me Those were the days my friend... Through the door there came familiar laughter I saw your face and heard you call my name Oh my friend we're older but no wiser For in our hearts the dreams are still the same Those were the days my friend... (Raskin) | Le temps des fleurs Dans une taverne du vieux Londres Où se retrouvaient des étrangers Nos voix criblées de joie montaient de l’ombre Et nous écoutions nos cœurs chanter C’était le temps des fleurs On ignorait la peur Les lendemains avaient un goût de miel Ton bras prenait mon bras Ta voix suivait ma voix On était jeunes et l’on croyait au ciel La, la, la… On était jeunes et l’on croyait au ciel Et puis sont venus les jours de brume Avec des bruits étranges et des pleurs Combien j’ai passé de nuits sans lune A chercher la taverne dans mon cœur Tout comme au temps des fleurs Où l’on vivait sans peur Où chaque jour avait un goût de miel Ton bras prenait mon bras Ta voix suivait ma voix On était jeunes et l’on croyait au ciel La, la, la… On était jeunes et l’on croyait au ciel Je m’imaginais chassant la brume Je croyais pouvoir remonter le temps Et je m’inventais des clairs de lune Où tous deux nous chantions comme avant C’était le temps des fleurs... Et ce soir je suis devant la porte De la taverne où tu ne viendras plus Et la chanson que la nuit m’apporte Mon cœur déjà ne la reconnaît plus C’était le temps des fleurs ... (Marnay-Raskin) |